# Fontenay-lès-Briis
Fontenay-lès-Briis – miejscowość i gmina we Francji, w regionie Île-de-France, w departamencie Essonne.
Według danych na rok 1990 gminę zamieszkiwało 1567 osób, a gęstość zaludnienia wynosiła 161 osób/km² (wśród 1287 gmin regionu Île-de-France Fontenay-lès-Briis plasuje się na 537. miejscu pod względem liczby ludności, natomiast pod względem powierzchni na miejscu 395.).